# Zagato Zele
De Zagato Zele is een experimentele, elektrische dwergauto, geproduceerd door Zagato. Terwijl de meeste modellen van Zagato's wagenpark sierlijke luxewagens met groot vermogen zijn, is de Zele het tegendeel: hij is hoog, klein, spartaans en heeft een heel lage topsnelheid en actieradius.

## Chassis
Het chassis en de ophanging zijn afgeleid van de Fiat 124 en Fiat 500. De Amerikaanse importeur van het voertuig, Elcar Corporation, creëerde zelf een verlengde uitvoering voor een vierzits-wagen: de Elcar Wagonette.

## Carrosserie
De carrosserie is vervaardigd van fiberglas, om gewicht te besparen. De klant kon kiezen uit zeven kleuren: donkeroranje, bruin, donkerblauw, lichtblauw, metallic blauw, groen en wit.

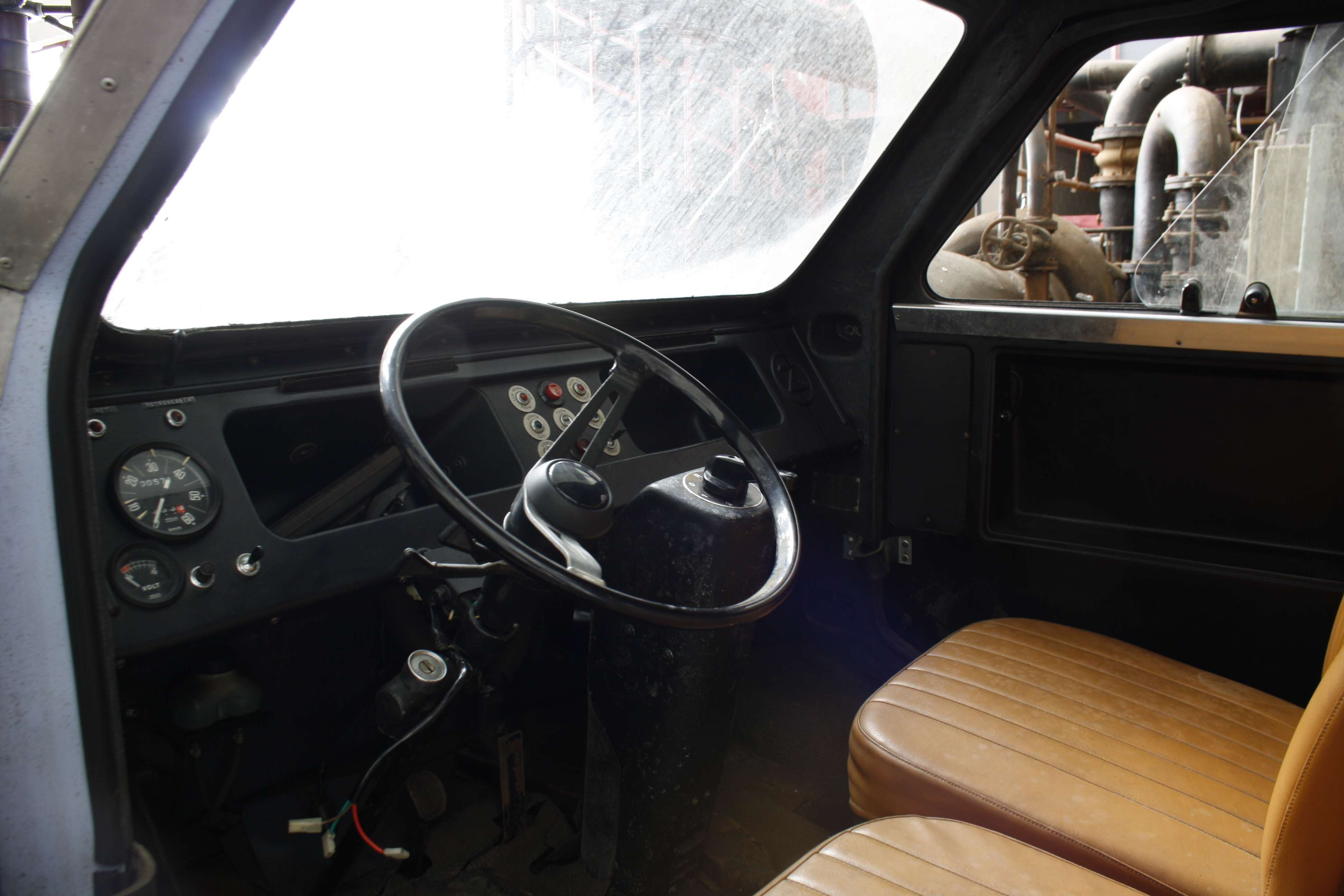
Het spartaanse interieur
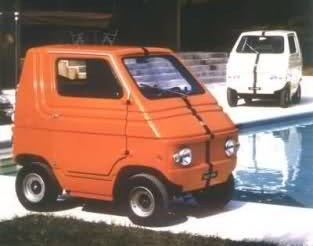
Donkeroranje uitvoering

De Zele biedt plaats aan twee inzittenden. De achterste helft van het interieur is bagageruimte.

## Specificaties
De toevoeging 1000, 1500 en 2000 achter de modelnaam staan voor het vermogen van de elektrische motor. De versnellingen worden bediend met een snelheidsregelaar op het dashboard (zie foto interieur) en een pedaal. Samen brengen ze het voertuig in zes verschillende snelheden vooruit en twee snelheden achteruit. De actieradius is met slechts 80 kilometer relatief beperkt.
De Zele 2000 is voorzien van een extra functie. Wanneer de auto eenmaal op topsnelheid is, verzwakt een schakelaar de magnetische velden van de motor. Zo wordt minder koppel gegenereerd, wat kan resulteren in een paar kilometers meer actieradius.